# Colepia cultripes
Colepia cultripes là một loài ruồi trong họ Asilidae. Colepia cultripes được Daniels miêu tả năm 1987. Loài này phân bố ở miền Australasia.